# ماركو فيسكونتي
ماركو فيسكونتي هو موسيقي إيطالي، ولد في 4 يونيو 1978 في روما في إيطاليا.